# 藤村好美
藤村 好美（ふじむら よしみ、1955年 - ）は、日本の教育学者。群馬県立女子大学教授。専門は社会教育、生涯学習。

## 来歴・人物
1978年、上智大学外国語学部英語学科卒業。1992年、埼玉大学教育学部社会教育総合課程卒業。1994年、東京大学大学院教育学研究科教育行政学専攻修士課程修了。1997年、東京大学大学院教育学研究科総合教育科学専攻第一種博士課程生涯教育計画コース単位取得満期退学。2003年、広島大学大学院教育学研究科助教授。2009年、群馬県立女子大学文学部教授。

## 著書・論文

### 著書
- 『アメリカ成人教育史』、明石書店、2007年

### 論文
- 「アメリカ先住民族の民族語の継承と復興  -消滅の危機を越えて」（『日本の社会教育』 58, 180-193, 2014年）
- 「アメリカにおけるFBO(信仰に基づく組織)と成人教育」（『日本教育学会大會研究発表要項』 72, 314-315, 2013年）
- 「災害に向き合うNPOとサービス・ラーニング  -ハリケーン・カトリーナとメキシコ湾岸における取り組み」（『群馬県立女子大学紀要』 (33), 25-38, 2012年）
- 「サービス・ラーニングの深化とパブリック・アチーブメント -アメリカにおける市民性教育の新局面」（『日本の社会教育』 55, 158-170, 2011年）
- 「アメリカ公民権運動における黒人女性 -セプティマ・クラークの闘いと心の叫び」（『群馬県立女子大学紀要』 (31), 55-68, 2010年）
- 「州政府の動向に見るアメリカの行財政改革と公共サービス -新公共経営は解決策となるか」（『日本の社会教育』 53, 125-137, 2009年）
- 「アメリカの『シビック・ナショナリズム』と市民性教育」（『日本教育学会大會研究発表要項』 67, 102, 2008年）
- 「アメリカの行政改革とNPO -1990年代以降の動向を中心に」（『日本社会教育学会紀要』 (44), 106-108, 2008年）
- 「地域を変えるサービス・ラーニング -シビック・アクティビズムとその先駆け」（『日本の社会教育』 51, 208-221, 2007年）
- 「ハイランダー・フォークスクールとアメリカの労働運動 -産業別組織会議(CIO)との関係を中心に」（『広島大学大学院教育学研究科紀要』 第三部 教育人間科学関連領域 (56), 27-33, 2007年）
- 「広島市の社会教育施設における指定管理者制度の導入とその後」（『月刊社会教育』 50(8), 38-43, 2006年）
- 「ロバート・Ｄ・ボイドの変容的学習の理論に関する一考察―変容のプロセスにおけるGrif（悲嘆）のもつ意味を中心に」（『広島大学大学院教育学研究科紀要第三部』,55,/53-60, 2007年）
- 「教養の危機と『市民的教養』の追求」（藤村好美編『成人教育における市民的教養に関する社会史的研究（Ⅰ）』、2006年）
- 「教育哲学の類型化―教養の諸相の理解のために」（藤村好美編『成人教育における市民的教養に関する社会史的研究（Ⅰ）』、2006年）
- 「アメリカ成人教育小史に見る市民像(4)―第二次世界大戦後」（藤村好美編『成人教育における市民的教養に関する社会史的研究（Ⅰ）』、2006年）
- 「ハイランダー・フォークスクールにおける変容的学習の展開―ローザ・パークスに見る社会変革への学びについての考察」（『教育科学』,26,/ 107-135, 2006年）
- 「成人教育における実践と研究の統合―ハイランダーの実践に見る参与研究の可能性」（『広島大学大学院教育学研究科紀要第三部』, 54, 2006年）
- 「社会変革の成人教育の世界的連帯」（『グローバリゼーションと社会教育・生涯学習』、東洋館, pp.88-99, 2005年）
- 「社会変革の成人教育に関する一考察―その萌芽としてのリンデマンの"social education"論を中心に」（『日本社会教育学会紀要』,41,/ 51-60, 2005年）
- 「マイルズ・ホートンの変革の成人教育に関する考察―シカゴにおける知的体験を中心に」（『広島大学大学院教育学研究科紀要第三部』, 53,/ 53-59, 2005年）
- 「マイルズ・ホートンの成人教育実践の分析―グルントヴィの理念の実現に焦点をあてて」（『生涯学習フォーラム』, 7,/ 1・2,/ 66-77, 2004年）
- 「アメリカ合衆国における成人・継続教育関連法の展開とNPO関連法制」（『日本の社会教育』 47, 213-226, 2003年）
- 「イギリスにおける資格制度の構築状況について―普通教育と職業教育の連携を中心に」（『生涯学習フォーラム』, 6,/ 1,/ 72-86, 2002年）
- 「成人教育の近未来像を求めて―ユネスコ第五回国際成人教育会議『未来へのアジェンダ』を読み解く」（『月刊 社会教育』、国土社, 42,/ 9,/ 44-50, 1998年）
- 「マイルズ・ホートンの成人教育理念の形成―ニーバーのキリスト教社会主義思想の影響について」（『日本社会教育学会紀要』, 45-53, 1997年）
- 「Highlander Folk Sohoolにおける成人教育の展開  Citizenship School Programを中心に」（『生涯学習・社会教育学研究』 20, 51-60, 1996年）
- 「合衆国における Citizenship の取得と成人教育」（『東京大学大学院教育学研究科紀要』 35, 325-337, 1995年）
- 「アメリカのコミュニティ・カレッジと地域住民の学習 -カリフォルニア州のコミュニティ・カレッジ政策とパサディナ・シティ・カレッジ」（『日本の社会教育』 (38), p168-177, 1994年）